# Auxange
Auxange ist eine französische Gemeinde im Département Jura in der Region Bourgogne-Franche-Comté. Sie gehört zum Arrondissement Dole und zum Kanton Authume. Der Ort hat 200 Einwohner (Stand 1. Januar 2022).

## Geografie
Der Dorfkern wird im Südwesten von einem Flüsschen Arne tangiert, das zum Doubs entwässert. Die Autoroute A36, genannt „La Comtoise“, führt im Südosten der Gemeindegemarkung auf einer Länge von ungefähr 500 Metern dem örtlichen Waldrand entlang. Die Nachbargemeinden sind

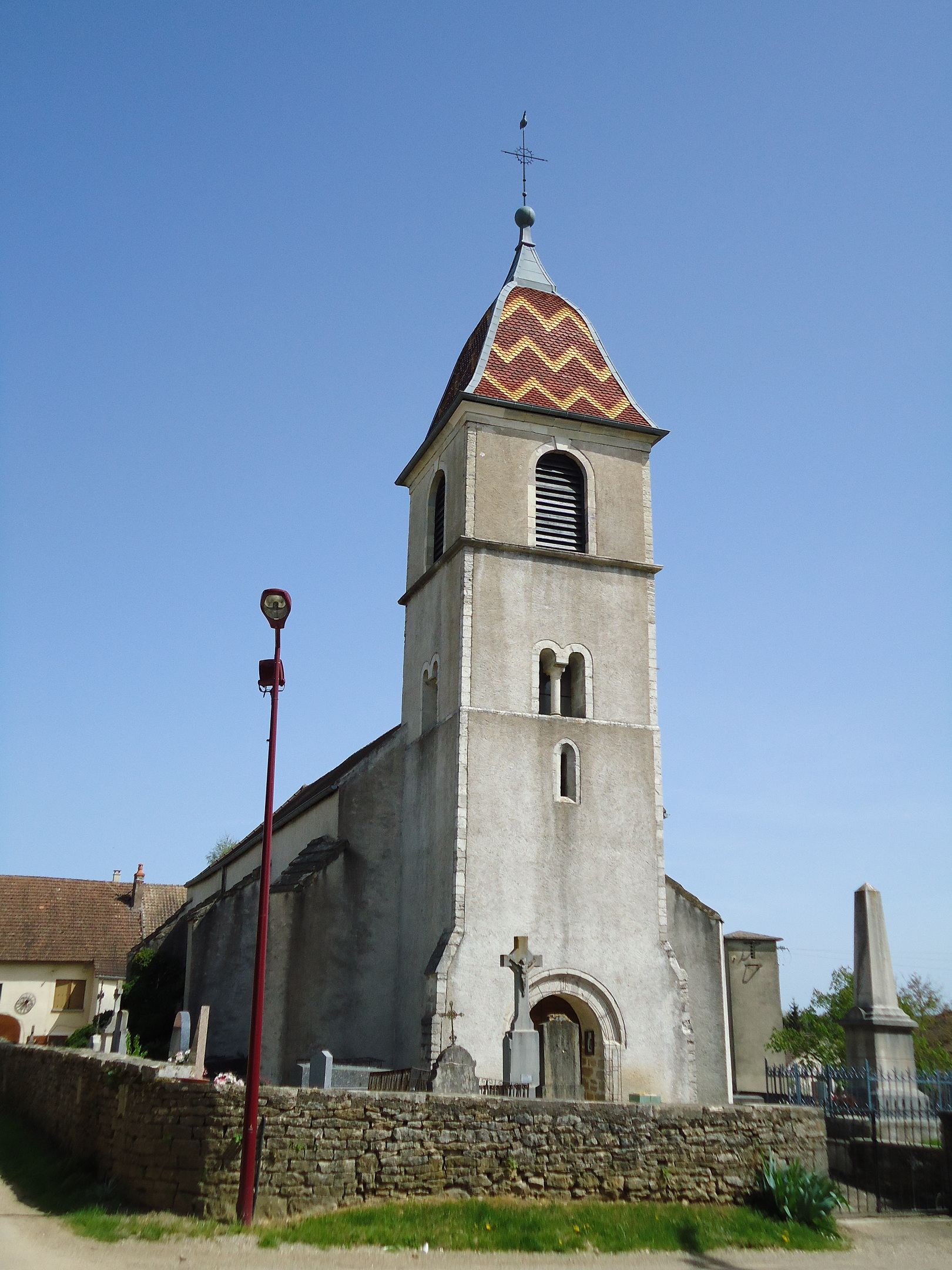
Dorfkirche

- Sermange im Norden,
- Gendrey im Osten,
- Lavans-lès-Dole im Süden,
- Malange im Westen.

## Bevölkerungsentwicklung
| Jahr                       | 1962 | 1968 | 1975 | 1982 | 1990 | 1999 | 2008 | 2011 |
| -------------------------- | ---- | ---- | ---- | ---- | ---- | ---- | ---- | ---- |
| Einwohner                  | 109  | 107  | 105  | 101  | 123  | 132  | 181  | 205  |
| Quellen: Cassini und INSEE |      |      |      |      |      |      |      |      |